# Endocrine Regulation Prize
Der Endocrine Regulation Prize ist eine mit 20.000 Euro (Stand 2012) dotierte Auszeichnung der Fondation Ipsen für Endokrinologie.
Der Preis zeichnet Ärzte und Wissenschaftler aus, die wichtige Arbeiten zum Verständnis neuroendokriner Interaktionen in der Regulation wichtiger Stoffwechsel-Funktionen erbracht haben. Er wird eher für das wissenschaftliche Gesamtwerk als für eine einzelne Entdeckung vergeben. Bewerbungen werden nicht erwartet.

## Preisträger
- 2002 Wylie Vale
- 2003 Robert Lefkowitz
- 2004 Pierre Chambon
- 2005 Tomas Hökfelt
- 2006 Roger Cone
- 2007 William Crowley
- 2008 Ronald M. Evans
- 2009 Gilbert Vassart
- 2010 Shlomo Melmed
- 2011 Paolo Sassone-Corsi
- 2012 Jeffrey M. Friedman
- 2013 Bert O’Malley
- 2014 Maria I. New
- 2015 C. Ronald Kahn
- 2016 John Funder
- 2017 Bruce McEwen